# Matthew Conger

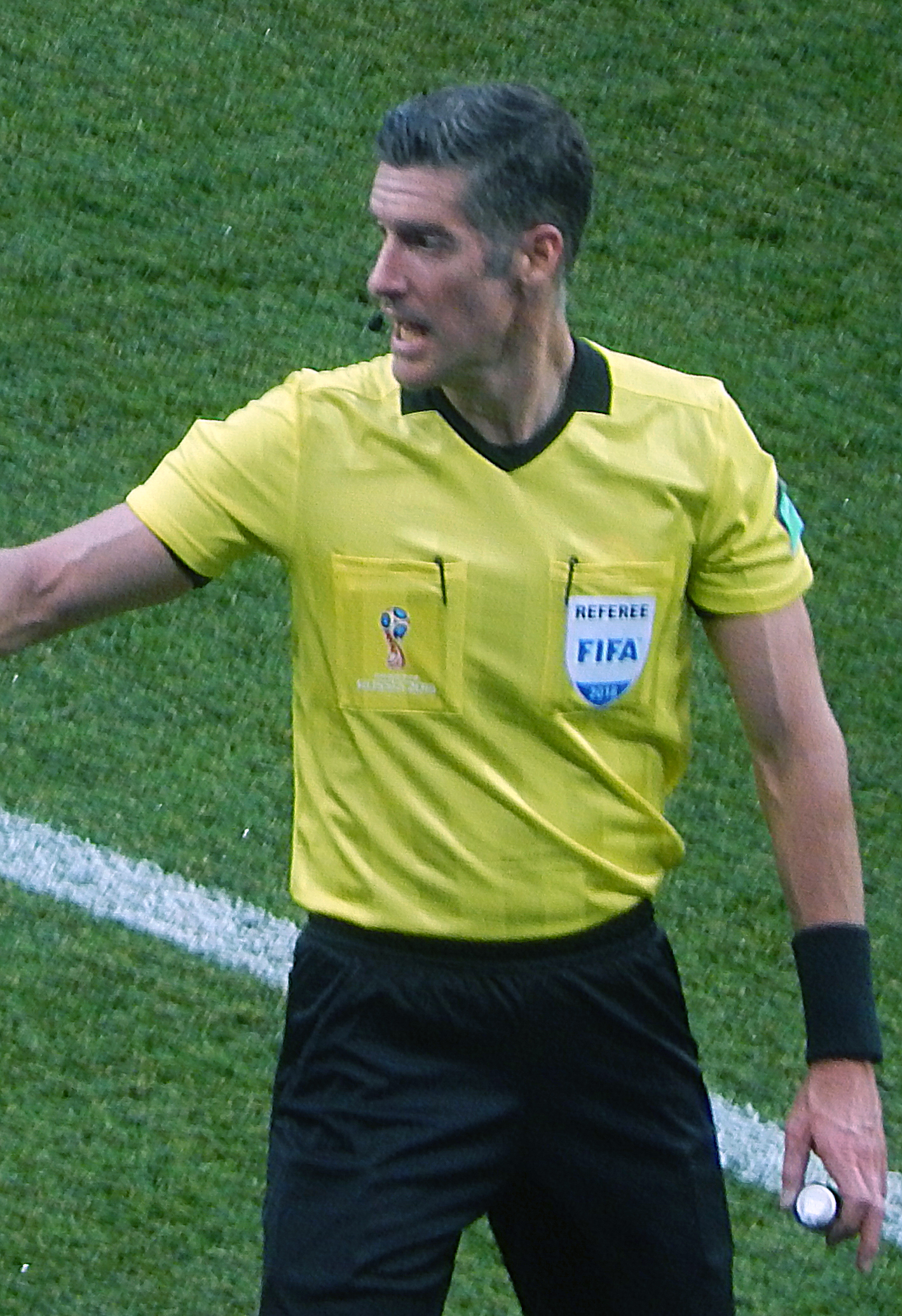
Matthew Conger, 2018

Matthew Conger (* 11. Oktober 1978 in Plano, Texas) ist ein neuseeländischer Fußballschiedsrichter.

## Werdegang
Conger wurde in den Vereinigten Staaten geboren und begann dort im Alter von 15 Jahren sich als Schiedsrichter etwas Geld dazu zu verdienen. Um das Jahr 2003 herum zog er von Athens im US-Bundesstaat Georgia nach Neuseeland.
Seit Ende 2012 leitet er als FIFA-Schiedsrichter internationale Partien.
2017 war Conger zusammen mit seinen Assistenten Simon Lount und Tevita Makasini (Tonga) bei der Klub-Weltmeisterschaft 2017 in den Vereinigten Arabischen Emiraten im Einsatz. Anfang 2018 wurde Conger mit seinen Assistenten als eines von 36 Schiedsrichtergespannen für die Weltmeisterschaft 2018 in Russland nominiert.
Für das olympische Fußballturnier bei den Spielen in Tokio wurden er und seine Assistenten Mark Rule und Tevita Makasini seitens der FIFA als eins von 25 Schiedsrichtergespannen nominiert. Im gleichen Jahr vertrat Conger mit seinem Gespann die Ozeanische Fußballkonföderation beim FIFA-Arabien-Pokal, dem offiziellen Vorbereitungsturnier für die Fußball-Weltmeisterschaft 2022. Auch für das WM-Endturnier 2022 berief der Weltverband Conger und seine Assistenten in das Aufgebot der Unparteiischen. In Katar leitete er am letzten Gruppenspieltag die Partie zwischen den bereits qualifizierten Franzosen und Tunesien. Dabei erkannte er den französischen Ausgleichstreffer nach Intervention des Video-Assistenten ab, allerdings nachdem er das Spiel augenscheinlich bereits fortgesetzt und unmittelbar darauf beendet hatte. Frankreich legte daraufhin Protest gegen die Spielwertung ein. Der Einspruch wurde ohne Anhörung abgewiesen, Conger im weiteren Turnierverlauf jedoch nicht mehr berücksichtigt.
Conger arbeitet als Lehrer in Palmerston North und hat vier Kinder.

## Einsätze bei Turnieren

### Fußball-Weltmeisterschaft 2018
| Phase        | Datum         | Spielort  | Heimmannschaft | Gastmannschaft | Ergebnis  |
| ------------ | ------------- | --------- | -------------- | -------------- | --------- |
| Gruppenphase | 22. Juni 2018 | Wolgograd | Nigeria        | Island         | 2:0 (0:0) |

### Olympisches Fußballturnier 2021
| Phase        | Datum         | Spielort | Heimmannschaft | Gastmannschaft | Ergebnis  |
| ------------ | ------------- | -------- | -------------- | -------------- | --------- |
| Gruppenphase | 22. Juli 2021 | Yokohama | Elfenbeinküste | Saudi-Arabien  | 2:1 (1:0) |
| Gruppenphase | 28. Juli 2021 | Sapporo  | Südafrika      | Mexiko         | 0:3 (0:2) |

### FIFA-Arabien-Pokal 2021
| Phase        | Datum            | Spielort | Heimmannschaft | Gastmannschaft | Ergebnis  |
| ------------ | ---------------- | -------- | -------------- | -------------- | --------- |
| Gruppenphase | 1. Dezember 2021 | al-Wakra | Marokko        | Palästina      | 4:0 (1:0) |
| Gruppenphase | 4. Dezember 2021 | Doha     | Sudan          | Ägypten        | 0:5 (0:3) |

### Fußball-Weltmeisterschaft 2022
| Phase        | Datum             | Spielort  | Heimmannschaft | Gastmannschaft | Ergebnis  |
| ------------ | ----------------- | --------- | -------------- | -------------- | --------- |
| Gruppenphase | 30. November 2022 | ar-Rayyan | Tunesien       | Frankreich     | 1:0 (0:0) |